# Wilhelm Franke (Antifaschist)
Wilhelm Franke (* 29. Juli 1891 in Saarburg; † 14. Februar 1945 in Dresden) war ein sozialdemokratischer Stadtverordneter und Antifaschist.

## Leben
Wilhelm Franke arbeitete als Lehrer im Dresdner Vorort Blasewitz und dem benachbarten Stadtteil Striesen. Im Jahr 1919 trat er der SPD bei und wurde Mitglied des Vorstands an der von Kurt Schumann neu gegründeten Dresdner Volkshochschule. Franke trat aktiv für die Einführung der Einheitsschule ein. Im Jahr 1926 wurde er zum Stadtverordneten in Dresden gewählt. In dieser Funktion wirkte er im Aufsichtsrat der DREWAG sowie im Verfassungs- und Schulausschuss. Er wurde zum 2. Vorsitzenden der SPD-Fraktion gewählt. In der sozialdemokratisch dominierten Selbstschutzorganisation Reichsbanner Schwarz-Rot-Gold hatte er die Funktion des 2. Gauvorsitzenden des Bezirks Ostsachsen und gleichzeitig die des 1. Vorsitzenden der Ortsgruppe Dresden inne.
Im März 1933, kurz nach der Machtergreifung, wurde Wilhelm Franke im vogtländischen Plauen verhaftet und aus dem Schuldienst entlassen. Nach der Haftentlassung eröffnete er gemeinsam mit seiner Frau ein Zigarrengeschäft in Dresden. Dieser Laden diente auch als illegaler Treffpunkt der Dresdner SPD-Genossen, die ihre Verbindungen untereinander aufrecht hielten und sich und ihre Angehörigen unterstützten. Im Jahr 1944 wurde Franke erneut von der Gestapo verhaftet und sein Geschäft geschlossen. Am 14. Februar 1945 kamen er und seine Familie bei den Luftangriffen auf Dresden ums Leben.

## Gedenken
Im Jahr 1946 wurde die ehemalige Finckenfangstraße im Dresdner Stadtteil Leubnitz-Neuostra in Wilhelm-Franke-Straße umbenannt. Von 1988 bis 1990 trug die heutige 68. Grundschule „Am Heiligen Born“, in der Franke als Lehrer gewirkt hatte, den Ehrennamen „Wilhelm Franke“. Ein Sandsteinblock mit Inschrift erinnert noch heute am Standort der Schule auf der Heiligenbornstraße 15 an Wilhelm Franke.